# Cartago, Costa Rica
Cartago är en stad i Costa Rica, cirka 25 km öster om huvudstaden San José. Den är belägen cirka 1 435 meter över havsnivå vid Cartagofloden, vid foten av stratovulkanen Irazú. Cartago är huvudort både för provinsen Cartago och för kantonen Cartago. Folkmängden för kantonen, som har samma administrativa funktioner som en kommun, uppgår till lite mer än 150 000 invånare. Cartago var huvudstad i Costa Rica fram till 1823.